# Homotopiegroep
In de algebraïsche topologie, een deelgebied van de wiskunde, worden homotopiegroepen gebruikt om topologische ruimten te classificeren. De eerste en eenvoudigste homotopiegroep is de fundamentaalgroep, die informatie over lussen in een ruimte bevat. Intuïtief gesproken bevatten homotopiegroepen informatie over de elementaire vorm van een topologische ruimte, over de lussen, of equivalent daarmee over de gaten, in die ruimte.

## Introductie
In de moderne wiskunde is het gebruikelijk om een categorie te bestuderen door met elk object van deze categorie een eenvoudiger object te associëren, dat nog steeds voldoende informatie over het object van interesse behoudt. Homotopiegroepen zijn zo'n manier om groepen te associëren met topologische ruimten.

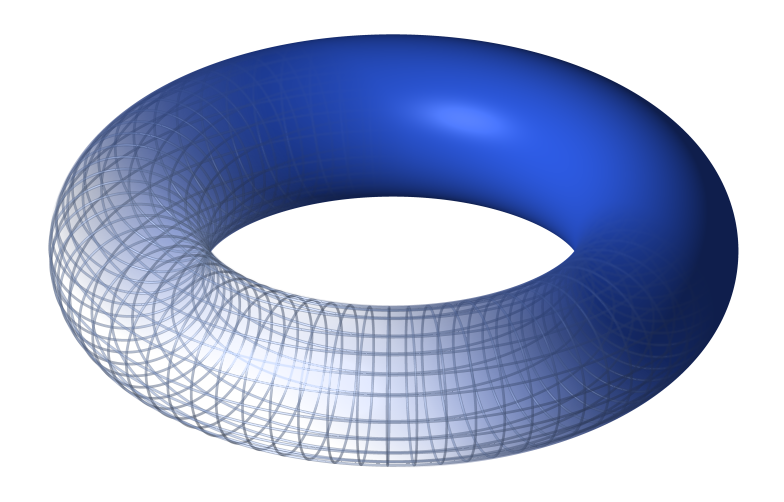
Een torus

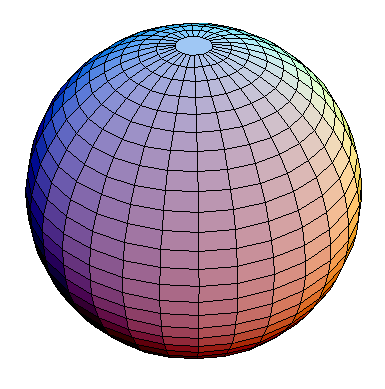
Een sfeer

Door die link tussen topologie en groepen kunnen wiskundigen inzichten uit de groepentheorie toepassen op topologie. Als twee topologische objecten bijvoorbeeld verschillende homotopiegroepen hebben, kunnen ze niet dezelfde topologische structuur hebben. Dit is een feit dat moeilijk te bewijzen kan zijn met alleen topologische middelen. De torus is bijvoorbeeld anders dan de sfeer: de torus heeft een "gat"; de sfeer niet. Maar omdat continuïteit (het basisbegrip van topologie) alleen betrekking heeft op de lokale structuur, kan het moeilijk zijn om het duidelijke globale verschil formeel te definiëren. De homotopiegroepen bevatten echter informatie over de globale structuur.
Als voorbeeld: de eerste homotopiegroep van de torus {\displaystyle T} is
{\displaystyle \pi _{1}(T)=\mathbb {Z} ^{2},}
omdat de universele bedekking van de torus het euclidische vlak {\displaystyle R^{2},} is dat overgaat in de torus {\displaystyle T\cong \mathbb {R} ^{2}/\mathbb {Z} ^{2}}. Hier is het quotiënt in de categorie van topologische ruimten, in plaats van groepen of ringen. Aan de andere kant voldoet de sfeer {\displaystyle S^{2}} aan:
{\displaystyle \pi _{1}\left(S^{2}\right)=0,}
omdat elke lus kan worden samengetrokken tot een constante kaart. De torus is dus niet homeomorf aan de bol.